# Squad Busters
Squad Busters — динамічна багатокористувацька гра, у якій 10 гравців пробують зібрати якомога більше кристалів, аби виграти.
Також ця гра об'єднує всі попередні ігри supercell: Brawl Stars, Clash of Clans, Hay Day, Boom Beach та Clash Royale. Наприклад, торговець (trader) походить з клеш рояля.
Squad Busters вийшов у бета-реліз 23 квітня, а глобальний реліз стався 29 травня 2024 року.

## Режими гри
```
Всього в Squad Busters є 26 бойових модів
```

1) Double Trouble (Green World) Персонажі зі скринь подвоюються
2) Fusion Start (Green World) Почніть матч зі злитим персонажем
3) Перевантаження смарагдів (Зелений світ) Усюди падають дорогоцінні камені!
4) Loot Goblin Rush (Green World) Loot Гобліни на волі!
5) Піньята Вечірка (Зелений світ) Напхані Піньята повсюди
6) Перевантаження заклинань (Зелений світ). Заклинання розливаються всюди!
7) Дерева-гіганти (Зелений світ) Дерево-велетні, наповнені дорогоцінними каменями, бродять по карті
8) Turbo Overload Green World Boots з’являються всюди!
9) Скрині Doppelgangers Desert World створюють схожих
10) Angry Vines (Desert World) Vines розвивається агресивно!
11) Epic Overload (Desert World) Кожна скриня дає вибір епічного персонажа
12) Royal Haunt (Desert World) Королівські привиди переслідують карту.  БУ!
13) Whack-A-Mole Desert World Земля тремтить від роботи-крота!
14) Фальшиві скрині Chest Imposter (Royal World) приховують свою здобич
15) Gift Critters (Royal World) Роботи, запаковані в подарунки, повзають скрізь!
16) Golden Boots (Royal World) Turbo Boots стали суперзарядженими!
17) MEGA Start (Royal World) Почніть з безкоштовним Mega Unit
18) Super Gem Mine (Royal World) Велика шахта дорогоцінних каменів кишить дорогоцінним камінням
19) Персонажі Baby Battle (Beach World) повернулися до дитячої форми
20) Monster Pets (Beach World) Chests викликають дружніх монстрів
21) Ring Grab (Beach World) Gem Rings Каблучки доступні для захоплення!
22) Лут Surge (Beach World) Карта переповнена Лутом
23) Скрині з 1 монетою. (Крижаний світ.) Усі скрині коштують лише одну монету
24) Голем Метеори (Крижаний світ) Големи падають з неба!
25) Gem Hot Pot (Ice World) Magic Горщики, наповнені дорогоцінними каменями, доступні для захоплення!
26) Super Ice Spirits (Ice World) Гігантські крижані духи стрибають навколо!